# زولتان هورفاث (سياسي)
زولتان هورفاث (بالمجرية: Horváth Zoltán) هو سياسي مجري، ولد في 30 أبريل 1974 في موهاج في المجر. نشط حزبياً في فيدس – الاتحاد المدني المجري. وقد انتخب عضو الجمعية الوطنية المجرية.